# Dracaena cantleyi
Dracaena cantleyi är en sparrisväxtart som beskrevs av John Gilbert Baker. Dracaena cantleyi ingår i släktet dracenor, och familjen sparrisväxter. Inga underarter finns listade i Catalogue of Life.

## Bildgalleri

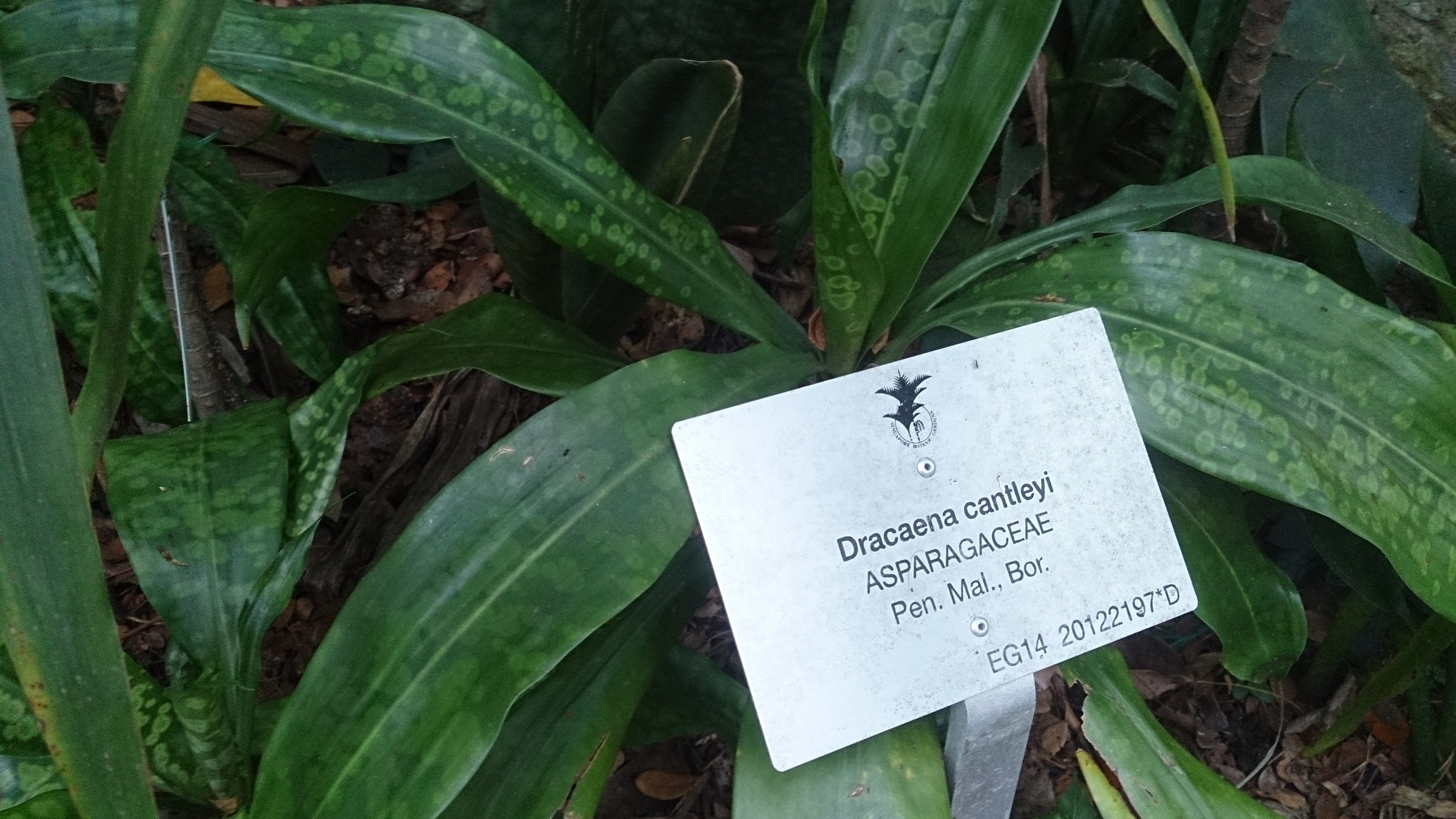